# جفری گلدبرگ
جفری گلدبرگ (انگلیسی: Jeffrey Goldberg؛ زادهٔ سپتامبر ۱۹۶۵) روزنامه‌نگار، و نویسنده اهل ایالات متحده آمریکا و سردبیر مجله آتلانتیک است. او پیشتر برای نیویورکر، نیویورک تایمز و نیویورک می‌نوشت. او عموماً در زمینهٔ امور خارجی خصوصاً آفریقا و خاور میانه می‌نویسد. به گفته مدیر ژورنال روزنامه‌نگاری کلمبیا، گلدبرگ «اثرگذارترین روزنامه‌نگار/بلاگر در زمینه‌های مرتبط با اسرائیل» است.
گلدبرگ در بروکلین، نیویورک زاده شد. او وارد دانشگاه پنسیلوانیا شد و حین تحصیل سردبیر روزنامه دانشجویی دیلی پنسیلوینین بود. سپس کالج را به قصد اسرائیل ترک کرد و به عنوان زندانبان در جریان انتفاضه اول به نیروهای دفاعی اسرائیل پیوست. سپس به آمریکا برگشت و به کار روزنامه‌نگاری ادامه داد.

## پیشینه حرفه‌ای
گلدبرگ پیش از این که سردبیر آتلانتیک شود روزنامه‌نگار آن بود. او پیشتر برای نیویورکر, مجله نیویورک تایمز و نیویورک کار می‌کرد. گلدبرگ اساساً در زمینه سیاست خارجی با تمرکزی بر خاورمیانه و آفریقا می‌نویسد.
او نومحافظه‌کار، لیبرال، صهیونیست و منتقد اسراییل توصیف شده‌است.